# Pinanga albescens
Pinanga albescens är en enhjärtbladig växtart som beskrevs av Odoardo Beccari. Pinanga albescens ingår i släktet Pinanga och familjen Arecaceae. Inga underarter finns listade i Catalogue of Life.